# C/2014 R4 (Gibbs)
C/2014 R4 (Gibbs) — одна з довгоперіодичних комет. Ця комета була відкрита 14 вересня 2014 року; вона мала 16.5m на час відкриття.